# Transacqua
Transacqua település Olaszországban, Trento megyében.  Transacqua Fiera di Primiero, Mezzano, Sagron Mis, Siror, Tonadico és Cesiomaggiore községekkel határos.

## Népesség
A település népességének változása: